# Хорватський бадмінтонний союз
Хорватський бадмінтонний союз (хорв. Hrvatski badmintonski savez, HBS) — організація, яка займається проведенням на території Хорватії змагань з бадмінтону. Утворена 18 квітня 1991 року, член Всесвітньої федерації бадмінтону (БВФ) та Бадмінтону Європи (БЄ) з 10 травня 1992 року.  
Під егідою союзу проводяться:
- Чемпіонат Хорватії
- Croatian International
- Чемпіонат Хорватії серед юніорів (U19)
- Adria Youth International (U15, U13 і U11).